# عندق مميز الحواف
عندق مميز الحواف (الاسم العلمي: Nemipterus marginatus) (بالإنجليزية: Red filament threadfin bream)‏ هو نوع من الأسماك يتبع جنس العندق من فصيلة العندقات.